# Poecilia gillii
Poecilia gillii és un peix de la família dels pecílids i de l'ordre dels ciprinodontiformes.

## Morfologia
Els mascles poden assolir els 6 cm de longitud total i les femelles els 10,5.

## Distribució geogràfica
Es troba als rius atlàntics de Centreamèrica: des de Guatemala fins a Costa Rica. També a Panamà.